# کارین میاواکی
کارین میاواکی (انگلیسی: Karin Miyawaki؛ زادهٔ ۴ فوریهٔ ۱۹۹۷) شمشیرباز زن اهل ژاپن است.